# Light House
Light House è il decimo album discografico in studio della cantante Kim Carnes, pubblicato nel 1986.

## Tracce
1. Divided Hearts (Kim Carnes, Kathy Kurasch, Donna Weiss, Collin Ellingson) – 4:09
2. I'd Lie to You for Your Love (And That's the Truth) (Frankie Miller, David & Howard Bellamy, Jeff Barry) – 3:43
3. Black and White (Kim Carnes) – 5:19
4. Piece of the Sky (Jackie DeShannon, Donna Weiss) – 3:25
5. You Say You Love Me (But I Know You Don't) (Kim Carnes, Val Garay, Craig Hull) – 2:48
6. Dancin' at the Lighthouse (Kim Carnes, Daniel Moore) – 3:52
7. Love Me Like You Never Did Before (Phil Brown, Eric Kaz) – 4:43
8. Along with the Radio (Kim Carnes, Craig Krampf) – 4:51
9. Only Lonely Love (Donna Weiss, Jackie DeShannon) – 4:00
10. That's Where the Trouble Lies (Donna Weiss, Bruce Roberts) – 3:30